# Lagares da Beira
Lagares da Beira es una freguesia portuguesa del concelho de Oliveira do Hospital, con 13,43 km² de superficie y 1.503 habitantes (2001). Su densidad de población es de 111,9 hab/km².